# グレートウーズ川
グレートウーズ川（グレートウーズがわ、英語: River Great Ouse、もしくは単にウーズ川）は、イギリスのイングランド中部から東部を流れる河川。総延長230km、流域面積は3,400km2。セヴァーン川、テムズ川、トレント川に次いで、イギリスで4番目に長い川である。

## 流路

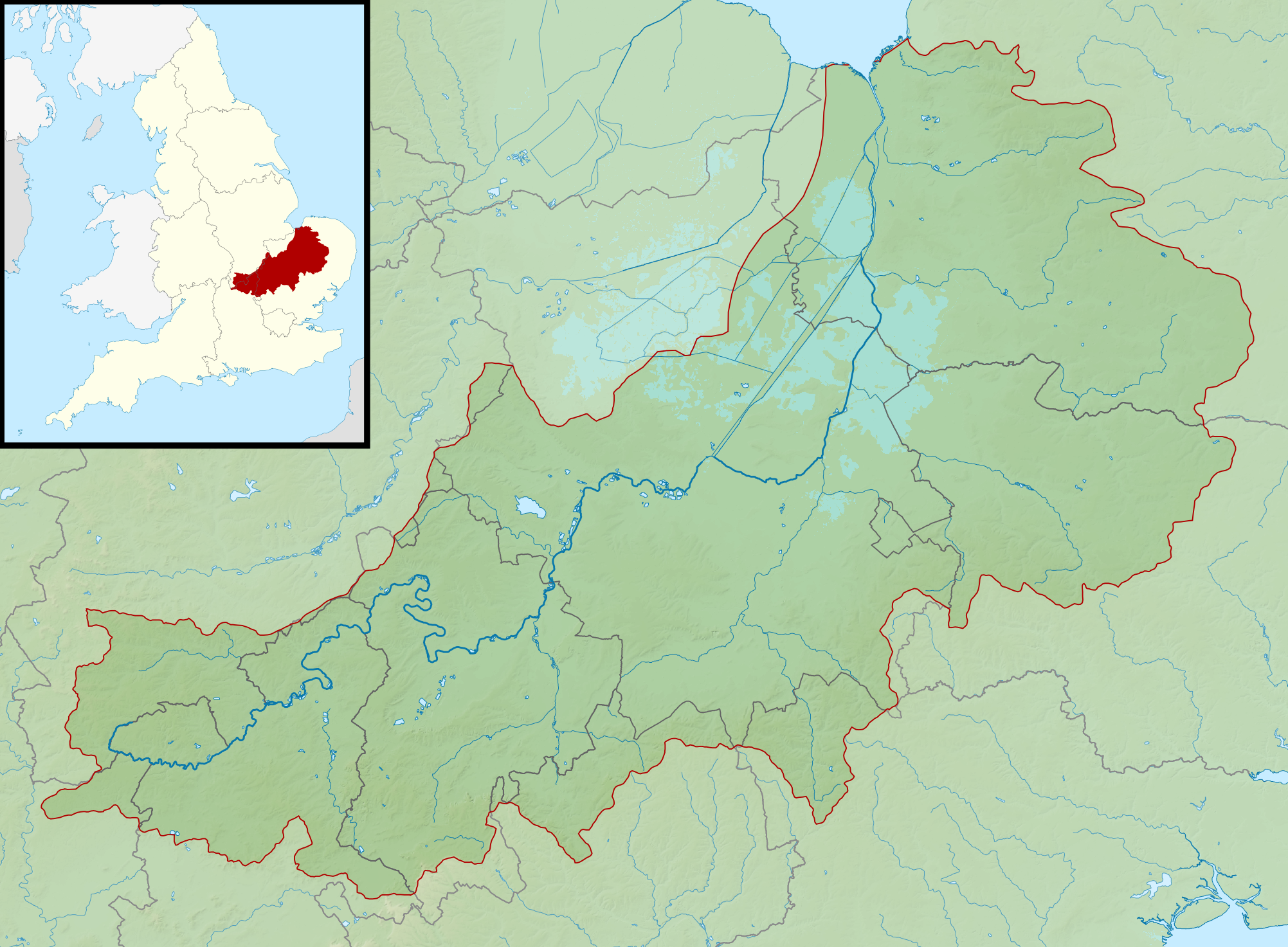
グレートウーズ川の流域図。

イングランド中部の内陸部に位置するノーサンプトンシャー南西部のノーサンプトン丘陵を源流とする。ブラックリーを通過後は東ないし北東へ流れる。バッキンガムシャー北部のバッキンガム、ついでミルトン・キーンズ付近を通過後、屈曲しながらベッドフォードシャーに入り、ベッドフォードの市街地を貫流。さらに北東へ流れてケンブリッジシャーに入り、ハンティンドン、セント・アイヴスを通過。ここで旧ベッドフォード川と新ベッドフォード川という2本の並走する運河が分岐する。本流はそこからフェンズの大低地へ流入して蛇行を始める。ケム川と合流した後は北流しイーリーを通過、ラーク川やリトルウーズ川を合わせ、先に分岐した2運河と再合流する。ノーフォークにてキングズ・リンを流れ、北海の一部であるウォッシュ湾に流入する。

## 特徴
ウォッシュ湾の南に広がる中・下流部は、東部イングランドの中でフェンズと呼ばれる広大な低地帯（湿地帯）であり、フェンズ東部を流れるグレートウーズ川が古くから排水や水運の重要な役割を担ってきた。下流部は河床の勾配がきわめて小さく、流路はほぼ全て人工的に河川改修されている。中でも17世紀にベッドフォード川と呼ばれる新旧2本の直線運河が開削されたことで土地の改良が進み、以後のフェンズはイギリスの穀倉地帯へ変化を遂げた。またベッドフォード川は捷水路としても重要で、運河の起点であるアーリスからの流路長は、イーリーを経由する本流に比べて3分の1以上短縮された。
流域では砂利の採取や魚釣りが盛ん。船舶の遡航はベッドフォードまで可能である。感潮河川であり、河口から約26キロメートルにあるデンバーまで潮の影響を受ける。
流域の一部はカモやオオハクチョウ、アカアシシギなど多くの鳥類にとって重要な越冬地や繁殖地となっており、ウーズ・ウォッシュとしてイギリスの特別科学関心地区(SSSI)に指定されているほか、ラムサール条約にも登録されている（登録番号77）。

## 語源
「ウーズ」の語源はケルト語もしくはケルト祖語で「水」あるいは「ゆっくりと流れる川」を表すUdso-sに由来するとされる 。

## 沿岸の主要都市
上流から記載
- バッキンガム (バッキンガムシャー州)（英語版）
- ミルトン・キーンズ
- ベッドフォード
- セント・ネオツ（英語版）
- ハンティンドン
- セント・アイヴス (ケンブリッジシャー)（英語版）
- イーリー
- ダウンハム・マーケット（英語版）
- キングズ・リン

## 主な支流
上流から記載
- ケム川（英語版） - 流域にケンブリッジがある。
- ラーク川（英語版）
- リトルウーズ川（英語版）

## ギャラリー
- ノーサンプトンシャーの最上流部。
- バッキンガムシャーにて。
- ベッドフォード市街地。
- ハンティンドン付近。
- ケム川との合流点。
- キングズ・リン付近。
- キングズ・リンと河口部の空撮。